# Jinonice (metrostation)
Jinonice is een metrostation in Praag aan lijn B. Op 26 oktober 1988 werd het station geopend onder de naam Švermova, naar de communistische journalist Jan Šverma. Na de val van het communisme werd het station vernoemd naar de wijk waarin het gelegen is, Jinonice.
Černý Most · Rajská zahrada · Hloubětín · Kolbenova · Vysočanská · Českomoravská · Palmovka · Invalidovna · Křižíkova · Florenc · Náměstí Republiky · Můstek · Národní třída · Karlovo náměstí · Anděl · Smíchovské nádraží · Radlická · Jinonice · Nové Butovice · Hůrka · Lužiny · Luka · Stodůlky · Zličín